# ستايسي نورث
ستايسي نورث (بالإنجليزية: Stacey North)‏ (25 نوفمبر 1964 في المملكة المتحدة - ) هو لاعب كرة قدم بريطاني في مركز الدفاع. لعب مع نادي فولهام ونادي لوتون تاون ووست بروميتش ألبيون ووولفرهامبتون واندررز.

## وصلات خارجية
- ستايسي نورث على موقع قاعدة بيانات كرة القدم.إي يو (الإنجليزية)